# Siebermulde

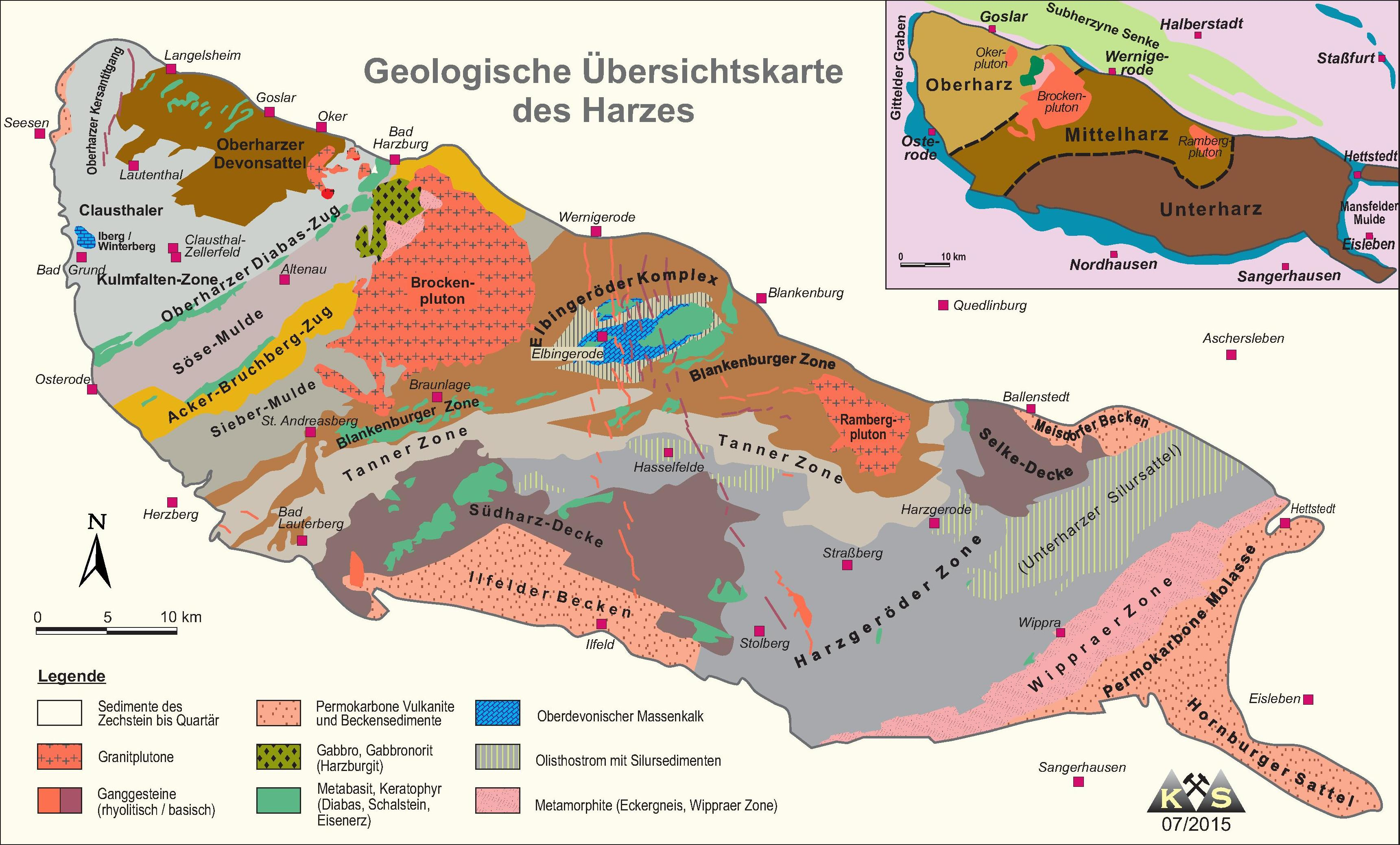
Geologische Übersichtskarte des Harzes (K. Stedingk, Landesamt für Geologie und Bergwesen Sachsen-Anhalt)

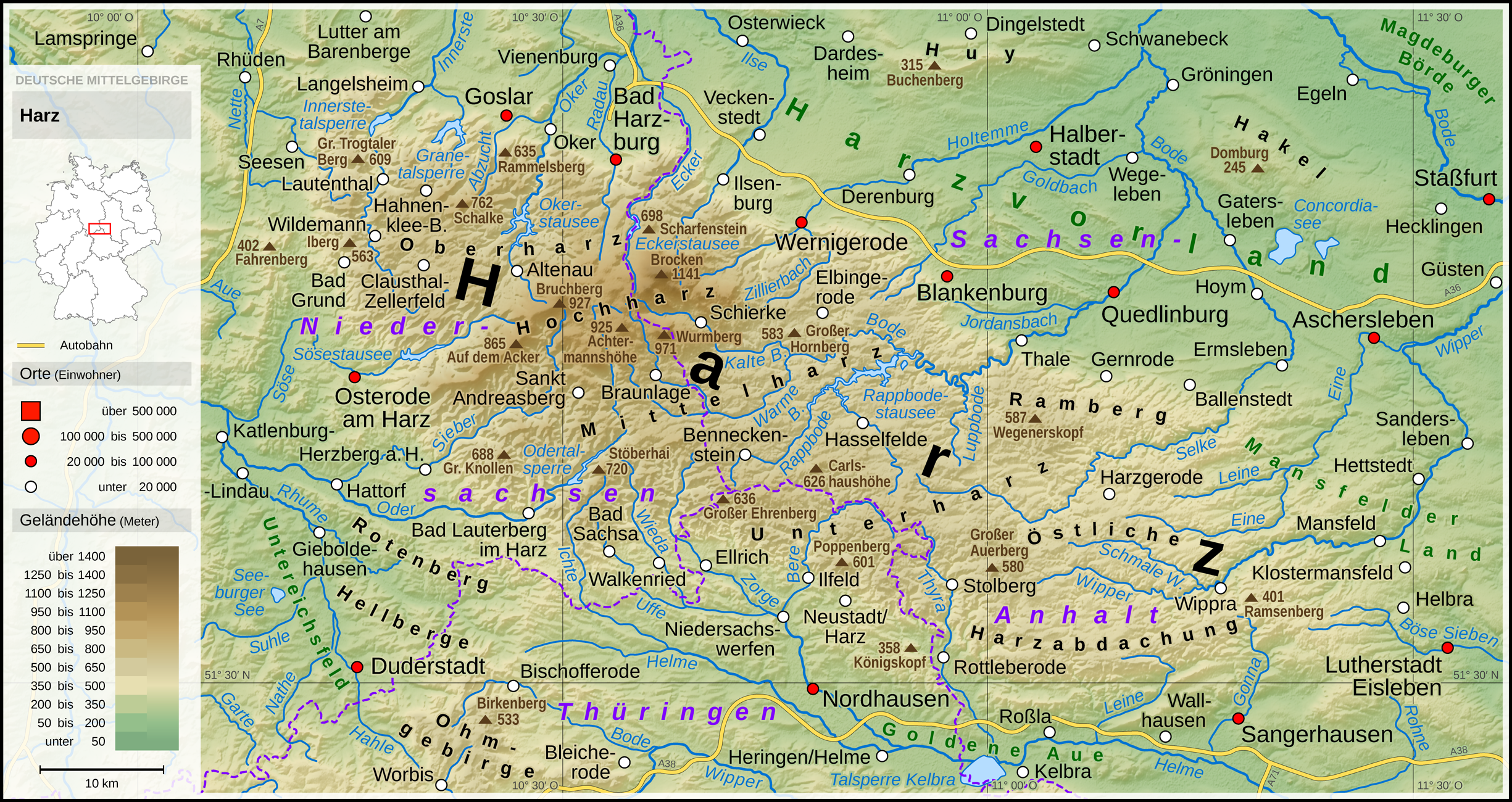
Topographische Karte des Harzes

Die Siebermulde (nach dem Fluss Sieber) im Mittelharz ist eine der geologischen Einheiten des Harzes.
Die Siebermulde erstreckt sich nördlich und nordöstlich von Herzberg bis Darlingerode. Sie wird wie der Acker-Bruchberg-Zug durch das jüngere Brocken-Massiv unterbrochen, wobei beim nördlichen Teil der Siebermulde auch von der Wernigeröder Einheit (nach dem Ort Wernigerode an der Nordostflanke des Harzes) gesprochen wird.
Die Siebermulde wird in drei regionale Abschnitte eingeteilt: in den Lonauer Sattel, in die Siebermulde im eigentlichen Sinne und in den Kulm von Darlingerode. Sie besteht aus kulmischen Grauwacken, Tonschiefer, Kiesel- und Wetzschiefer.